# Єгипетський інкубатор

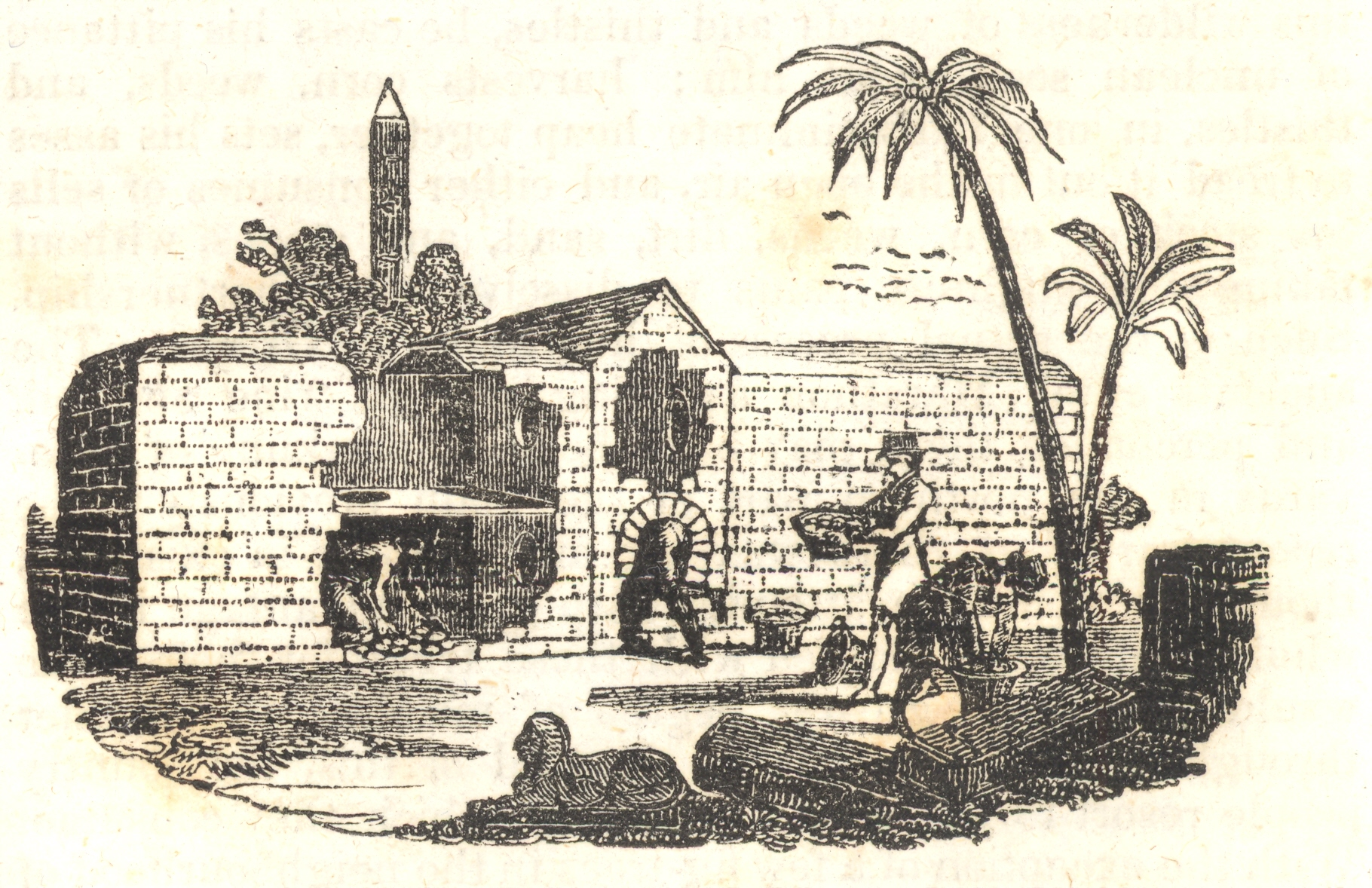
Єгипетська піч для яєць

Єгипетська яєчна піч або єгипетський інкубатор — піч для інкубації яєць шляхом інкубації з використанням штучного тепла. Рукотворні печі для інкубації в Єгипті датуються 4 століттям до нашої ери. Їх вперше згадував Арістотель. Незважаючи на використання старих методів обробки, вони вважалися ефективними для висиджування курчат, особливо в порівнянні з іншими техніками того часу.
Єгипетські печі для яєць, як правило, це цегляні споруди, часто створені з саману. У Єгипті печі були різного розміру залежно від обслуговуваної території, найбільша містила 80 000 яєць. Цеглинки з коров'ячого або верблюжого гною живили інкубатори горіли у верхніх камерах і виділяли тепло в нижні. Тепло регулювали за допомогою отворів між поверхами та у зовнішніх куполах. У нижніх клітинах розташовувалися яйця. Операторам також доводилося періодично перевертати яйця, щоб уникнути деформацій у пташенят. Оцінку їх внутрішнього тепла можна було б зробити, притиснувши яйце до повік.
Арнольд фон Гарф згадував про печі в 1490-х роках. Він був вражений тим, як через велику пропозицію купці можуть продавати пташенят на об'єм посудини, не звертаючи уваги на точну кількість. Він також передав жарт, що у всьому Каїрі є лише один півень і 24 кури, не схожі на султана.
Жан де Тевено відвідав піч у Каїрі в 1657 році і описав її структуру та масштаб роботи. Він зазначив, що там працюють лише копти (доарабський етнос Єгипту). У 1670-х роках Йоганн Міхаель Ванслебен додав, що хороші яйця були відсортовані від мертвих шляхом огляду на сонячних променях на 14 день інкубації.
Клод Сікар на початку 18 століття писав далі про економіку печей. Він пояснив, що операція є комерційною таємницею села Бірма в дельті, яка передається з покоління в покоління. Щороку від трьох до чотирьох сотень жителів села («Бремейці») купували ліцензію в Аги Бірми і об'їжджали всі частини Єгипту, щоб будувати печі та керувати ними. Місцевий підприємець платив би їм зарплату. Це було їхнє заняття навесні та взимку, оскільки спека інших пір року могла порушити м'яку температуру, що зберігалася в печах. По всьому Єгипту місцеві жителі села були приписані до регіональної печі, і місцева влада зобов'язала їх продавати бремеям яйця. Їм було гарантовано отримання пташенят на основі успішності виведення 2/3. Будь-яких пташенят, які вилупилися понад цю норму, оператор продавав підприємцю. Мертвих і непридатних пташенят вибраковували і використовували як корм для птиці.
У 1750 році французький натураліст Рене Антуан Фершо де Реомюр опублікував детальний звіт про печі і заявив, що «Єгипет має пишатися ними більше, ніж своїми пірамідами».
У книзі « Єгипет: знайомий опис землі, людей і продукції», опублікованій в 1839 році, кількість печей для яєць становить 450, а також зазначено, що єгипетський уряд отримував значні доходи за рахунок великого податку на птахівників.
У звіті американського адвоката в Єгипті від 1895 року зазначено, що було «150 печей для яєць, кожна має висиджувальних потужностей 30000 яєць кожного сезону». У звіті також зазначено про важливість галузі птахівництва в Єгипті.
У 1910-х роках повідомлялося, що єгипетські птахівники використовували ці інкубатори для виробництва понад 90 000 000 курчат на рік.